# 东关街道 (绍兴市)
东关街道，中国浙江省绍兴市上虞市下辖的一个街道。

## 辖区
该街道辖有：	马山社区、南阳社区、越泉社区、马家桥村、新建庄村、高田头村、红星村、前村、彭家堰村、担山村、高旺村、东塘村、联星村、高泾村、大西庄村、凌江村、金鸡山村、三丰村、保驾山村、新丰村、傅张村、马山村、